# Friedrich Althaus

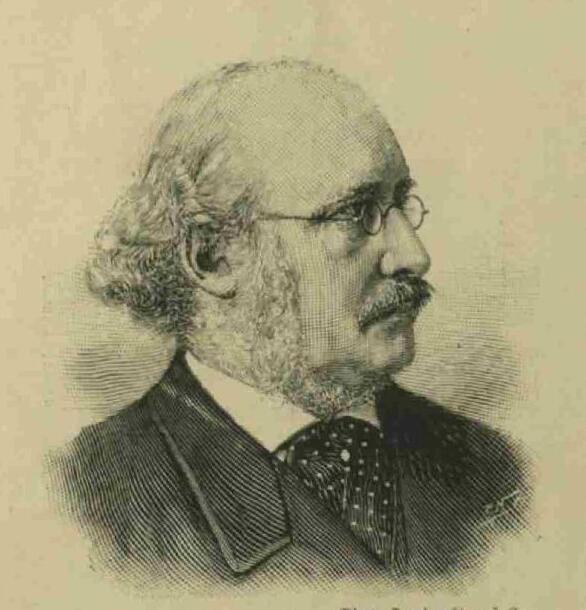
Friedrich Althaus (1829–1897)

Friedrich Althaus (* 14. Mai 1829 in Detmold; † 7. Juli 1897 in London) war ein deutscher Philologe, Schriftsteller und Übersetzer.

## Leben
Friedrich Althaus war ein Sohn des lippischen Generalsuperintendenten Friedrich Georg Althaus (1790–1863) und dessen Ehefrau Julie Dräseke, Tochter des Magdeburger Bischofs Johann Heinrich Bernhard Dräseke. Sein älterer Bruder Theodor war Generalsuperintendent; über ihn verfasste er 1888 eine Biographie (Theodor Althaus: ein Lebensbild, Verlag Strauss in Bonn).
Julius, sein jüngerer Bruder, ließ sich als Neurologe Mitte der 1860er in England nieder und war dort Gründer eines Krankenhauses.
Friedrich schloss ein Philologiestudium ab, ging wie Julius nach England,
wirkte als Schriftsteller und Übersetzer und hatte 1874 an eine Professur am University College London.
Zu dem Forschungsreisenden Alexander von Humboldt pflegte Althaus eine Bekanntschaft, die mit mehreren Besuchsreisen im Jahre 1850 und später belegt ist.
Althaus lernte Ferdinand Gregorovius kennen und begleitete ihn 1853 nach Italien, um die Tempelruinen von Paestum zu inspizieren. Daraus entwickelte sich eine Bekanntschaft, die sich in verschiedenen Korrespondenzen aus den Jahren von 1854 bis 1878 widerspiegelt.

### Schriften
- Englische Charakterbilder

1. Band: Lord Palmerston. – Richard Cobden. – Benjamin Disraeli. – John Stuart Mill. – Thomas Carlyle. – W. M. Thackeray. – J. W. M. Turner. – Irland und die Fenier. – Reform und Zukunft.
2. Band: Villeggiatur auf der Insel Wight. – Englische Geizhälse. – Memoiren der Prinzessin Charlotte von England. – Zur Geschichte der englischen Volksspiele
- Lord Palmerstone, eine biographische Charakteristik[6]
- William Makepeace Thackeray. Ein literarisches Porträt[7]
- Ein Volk zum andern. Mit besonderer Beziehung auf England und Deutschland[8]

In der Zeitschrift „In Nord und Süd“
- Ferdinand Gregorovius. Ein Lebensbild. 23. Band, S. 322
- Erinnerungen an Gottfried Kinkel. 24. Band, S. 227
- Erinnerungen an Gottfried Kinkel. 25. Band, S. 54
- Der wahre Lord Byron. 27. Band, S. 311
- Thomas Carlyle. Ein Lebensbild. 41. Band, S. 92
- Lord Rosebery. Ein Charakterbild. 70. Band, S. 293
- Alfred Tennyson. Ein Dichterleben. 73. Band, S. 206
- Eine Sitzung im englischen Unterhause. 2. Band (1868), S. 448
- Englische Parlamentswahlen. 3. Band (1869), S. 608
- Der Winter in London. Ein naturhistorische Skizze. 5. Band (1870), S. 663

In der Familien-Illustrierten „Die Gartenlaube“
- Das Herz der Handelswelt. Heft 16, 1866
- Das Centrum des englischen Kornhandels. Heft 37, 1866
- Das neue elektrische Weltband. Heft 40, 1866
- Dichters Abschied in der Fremde. Heft 41, 1866
- Englands großes nationales Spielhaus. Heft 46, 1866

### Übersetzungen
- John Forster: Charles Dicken’s Leben.; 1. Band: 1812–1842 (1872), 2. Band: 1842–1851 (1873), 3. Band: 1850–1870 (1875)
- Geschichte Friedrichs II. von Preußen, genannt Friedrich der Große. Deutsch von Josef Neuberg, fortgesetzt von Friedrich Althaus.